# Dariusz Dudka
Dariusz Dudka (Kostrzyn nad Odrą, 1983. december 9. –) lengyel válogatott labdarúgó, jelenleg a Lech Poznan játékosa. Posztját tekintve védekező középpályás.

## Pályafutása

### Klubcsapatban
Labdarúgó pályafutását a Celuloza Kostrzyn utánpótlás csapataiban kezdte. 2000-ben az Amica Wronki együtteséhez került. Első felnőtt bajnokiját 2001 áprilisában játszotta. 2000 és 2005 között volt a Wronki játékosa. 2005-ben a Wisła Kraków igazolta le. A krakkóiaknál 3 szezont töltött. 77 mérkőzésen lépett pályára és 5 gólt szerzett.
2008-ban bajnoki címet szerzett a Wisła színeiben.
2008 nyarán a francia Auxerre szerződtette.

### A válogatottban
A lengyel válogatottban 2004-ben mutatkozhatott be. Rést vett a 2006-os világbajnokságon és a 2008-as Európa-bajnokságon
Az Európa-bajnoki keretszűkítést követően a szövetségi kapitány Franciszek Smuda nevezte őt a 2012-es Eb-re készülő 23 fős keretébe.

#### Válogatottban szerzett góljai
| #  | Dátum             | Helyszín                            | Ellenfél     | Eredmény | Végeredmény | Kiírás               |
| -- | ----------------- | ----------------------------------- | ------------ | -------- | ----------- | -------------------- |
| 1. | 2007. február 3.  | Jerez de la Frontera, Spanyolország | Észtország   | 4–0      | Win         | Barátságos           |
| 2. | 2007. március 24. | Varsó, Lengyelország                | Azerbajdzsán | 5–0      | Win         | 2008-as Eb-selejtező |

## Sikerei, díjai
Wisła Kraków
- Ekstraklasa: győztese, 2007–08